# Sándor Szeghő

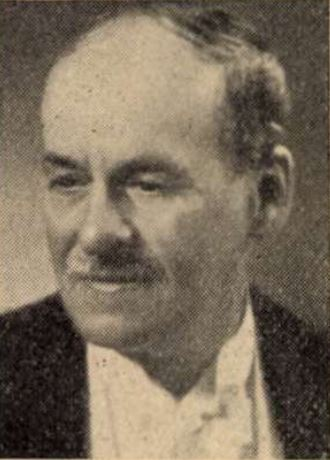
Sándor Szeghő in 1936

Sándor Szeghő (ook: Alexander Szeghö) (Boedapest, 8 februari 1874 – aldaar, 3 augustus 1956) was een Hongaars componist en dirigent. 

## Levensloop
Szeghő studeerde aan de Ferenc Liszt-Akademie voor muziek (Hongaars: Liszt Ferenc Zeneművészeti Egyetem) onder andere bij Péternél Kiss. Vanaf 1904 was hij dirigent van een k. en k. militair harmonieorkest in het district Boedapest. In 1919 werd hij dirigent van een zangvereniging "Budai Dalárda" waarmee hij veel succes had. Met zijn toneelwerken had hij niet zo'n groot succes.

## Composities

### Werken voor orkest
- 1954 Gordonkaverseny, voor cello en orkest
- Bor vitéz (Wine valiant), symfonisch gedicht
- Ünnepi nyitány (Feestelijke ouverture)
- Hódolati induló (Huldigingsmars)

### Werken voor harmonieorkest
- Hódolati induló (Huldigingsmars)

### Gewijde muziek
- Te Deum

### Toneelwerken

#### Opera's
- 1913 Báthory Erzsébet - première: 1913, Boedapest, Magyar Királyi Operaház

### Werken voor harp
- 1953 Hárfaverseny

### Werken voor cimbalom
- Magyar Rapszódia (Hongaarse Rapsodie), voor cimbalom